# Yellow
«Yellow» és una cançó de Coldplay, llançada com a segon senzill del seu àlbum d'estudi de debut, Parachutes, tot i que als Estats Units fou el primer. El mateix grup es va encarregar de la producció amb la col·laboració de Ken Nelson i el van publicar al 26 de juny de 2000. Les lletres parlen d'un amor no correspost de Crhis Martin. Al Regne Unit va arribar a la quarta posició de senzills i va proporcionar força popularitat a Coldplay, esdevenint alhora una de les cançons més conegudes del grup.

## Informació
La cançó fou escrita en els estudis Rockfield de Gal·les mentre treballaven en el seu àlbum de debut, Parachutes. Una nit, després d'acabar la gravació de «Shiver» i sortint de l'estudi, els membres de grup es van inspirar en veure les llums i les estrelles del cel. Tot i que ràpidament van formar la melodia i les primeres lletres, inicialment no se la van prendre seriosament. Buckland va crear un riff especial per la cançó però Martin no trobava les paraules adequades pel que volia expressar. Finalment va trobar la solució en veure una guia telefònica (Pàgines Grogues) que hi havia prop seu, motiu pel qual va titular la cançó "groc" (en anglès, Yellow).
L'any 2002 fou nominada a millor cançó de rock i millor actuació de rock per duet o grup en els premis Grammy. També fou certificada amb un disc d'or per la Recording Industry Association of America.

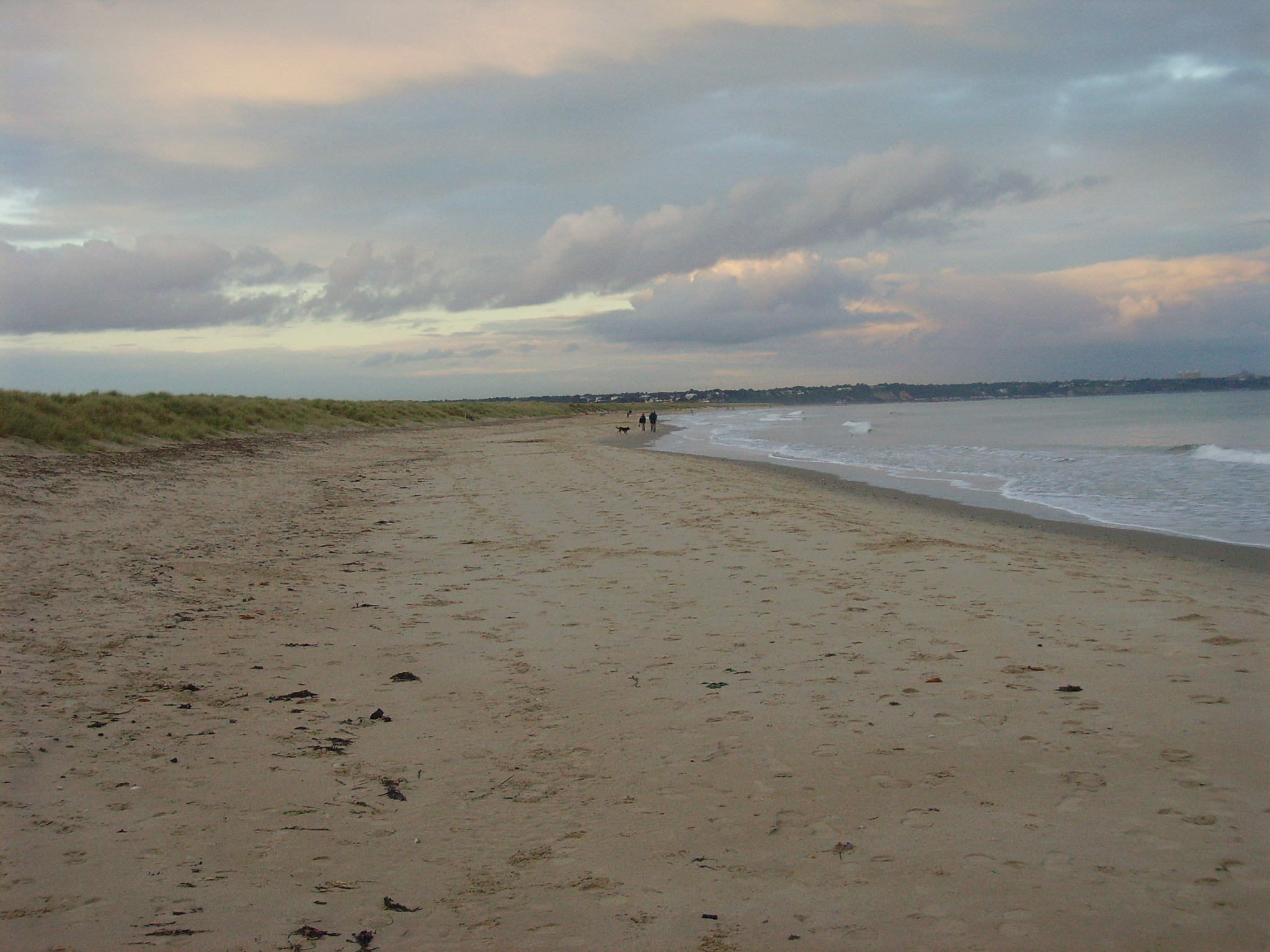
Imatge de la badia de Studland Bay.

El videoclip de «Yellow» fou filmat a la badia de Studland Bay, Dorset, al sud d'Anglaterra, amb Chris Martin passejant i cantant la cançó mentre camina per la platja. Originalment havia d'aparèixer tot el grup caminant per la platja en un dia assolellat, però com que el funeral per la mare de Champion es va produir el mateix dia del rodatge, van decidir que només aparegués Martin. A més, el temps no va acompanyar i es nota la pluja i el fort vent durant les imatges. La idea i la producció fou pròpia de Coldplay mentre que el duet format per James & Alex de The Artists Company es van encarregar de la direcció. Tot el vídeo està filmat de forma contínua sense talls i la seqüència està realitzada en slow motion. Aquests efecte el van produir enregistrant a 50 frames per segon, el doble de la velocitat normal, i llavors es va alentir a 25 quadres per segon. Com a conseqüència, Martin va haver de cantar amb el doble de velocitat per sincronitzar el so amb les imatges.

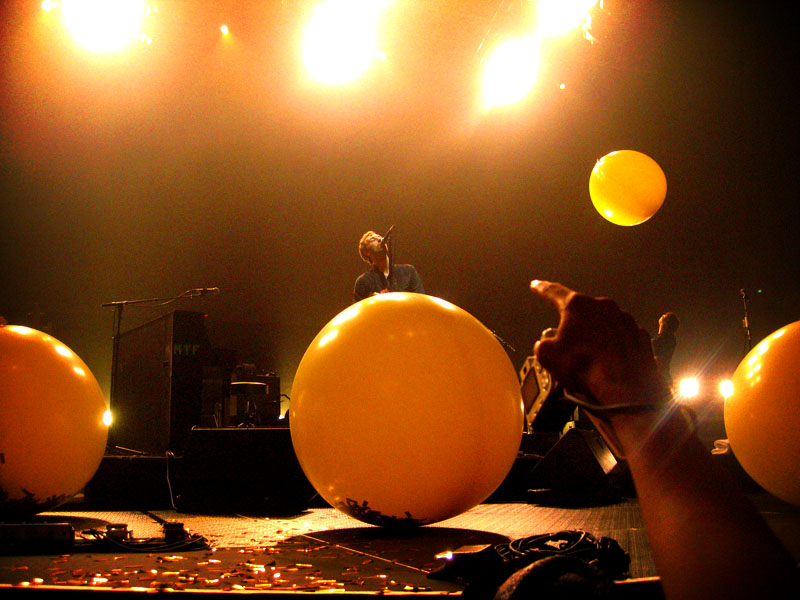
Coldplay interpretant «Yellow» en directe (2006).

"Yellow" ha estat una de les cançons fixes en els concerts durant molts anys, ja que es tracta d'una de les favorites pel públic. A més, va ser una de les cançons que els va ajudar a créixer en popularitat. Durant els concerts, un conjunt de grans globus grocs són llançats des de dalt sobre el públic perquè se'ls vagin passant i viatgin per tot el recinte. Posteriorment es van omplir amb confeti i al final de la cançó, Martin en rebenta un amb la seva guitarra i el confeti vola per tot arreu.
Aquesta cançó ha estat versionada per diversos artistes de tot el món i en diferents idiomes i estils. Per exemple, el cantant xinès Zheng Jun el 2001, només sis mesos després del llançament de la versió original. També la cantant de singapuresa Tanya Chua, l'anglès Richard Cheese el 2004, l'orquestra Royal Philharmonic Orchestra, els estatunidencs Petra Haden i Bill Frisell la van versionar per la sèrie The O.C., Tre Lux, Alex Parks, Brooke White el 2006, G4.

## Llista de cançons
1. «Yellow» – 4:29
2. «Help Is Round the Corner» – 2:38
3. «No More Keeping My Feet on the Ground» (De Safety EP) – 4:33